# 25042 Цюцзюнь
25042 Цюцзюнь (25042 Qiujun) — астероїд головного поясу, відкритий 17 серпня 1998 року.
Тіссеранів параметр щодо Юпітера — 3,316.